# 是枝伸彦
是枝 伸彦（これえだ のぶひこ、1937年9月11日 - ）は、日本の実業家。ミロク情報サービス創業者で、同社代表取締役会長取締役会議長。元テレコムサービス協会会長。後任の代表取締役社長に就任した是枝周樹は長男。

## 人物・来歴
鹿児島県甑島列島の薩摩郡下甑村（現薩摩川内市）で万屋の子として生まれる。長浜国民学校、長浜中学校を経て、鹿児島市に下宿し、1956年鹿児島県立甲南高等学校卒業。1960年中央大学法学部政治学科卒業。
映画監督になろうと考え松竹や日活の助監督採用試験を受けたが落ち、大学卒業後は東京オフィスマシンに入社。1977年ミロク情報サービス設立。1980年同社代表取締役社長就任。1992年同社代表取締役会長兼社長。2004年同社代表取締役会長兼社長最高経営責任者、文化財保護・芸術研究助成財団評議員。2005年同社代表取締役会長最高経営責任者。
2011年テレコムサービス協会会長、電気通信サービス向上推進協議会会長、児童の性的搾取等撲滅対策推進協議会副会長、情報通信月間推進協議会委員。2015年ミロク情報サービス代表取締役会長取締役会議長。
同年旭日小綬章受章。2016年日本経団連審議員会委員。情報通信振興会の設立などに尽力したとし、平成29年度前島密賞受賞。後任のミロク情報サービス代表取締役社長の是枝周樹は長男。

## 著書
- 『創造的販売の実践 : その戦略と管理知識』税務経理協会 1981年
- 『生かし、生かされ、生きる！』財界研究所 2010年